# Hugo I de Ruergue
Hugo I de Ruergue (c. 910 - 961) foi um nobre da Alta Idade Média francesa, tendo sido Conde de Quercy, uma jurisdição feudal de Aquitânia na região de Carcar.

## Relações familiares
foi filho de Armengol de Ruergue e Tolosa (850 - c. julho de 935), conde de Ruergue e de Tolosa e marquês de Gótia em 918 e de Adelaide de Carcassona. Casou com Guinidilda de Barcelona, filha de Suniário I de Barcelona (870 — 15 de outubro de 950) e de Aimildis de Gévaudan, de quem teve:
1. Hugo de Ruergue  (c. 930 - c. 1010) barão de Gramat, atual comuna francesa na região administrativa de Sul-Pirenéus, no departamento de Lot. Casou com Ermetruda de Saint-Pierre filha de Mafredo de Saint-Pierre e de Ertrude de Aurillac.